# قلعة دال بوزو
دال بوزو هي قلعة من العصور الوسطى تقع في اوليغيو كاستيلو، مقاطعة نوفارا، بيدمونت في شمال ايطاليا.
تضم القلعة اليوم فندق دال بوزو. وهو محاط بمنتزه وعلى اطرافه يوجد مرج ينحدر نحو بحيرة ماجوري، تاركاً المنظر مفتوحاً أمامه. يمتد الفندق إلى مباني جديدة أخرى قريبة.